# Can Pere Crous
Can Pere Crous és una masia d'Arbúcies (Selva) inclosa a l'Inventari del Patrimoni Arquitectònic de Catalunya.

## Descripció
Es tracta d'una casa de dues plantes, amb coberta de doble vessant amb caiguda a la façana i cornisa catalana. Està situada dins el Parc Natural del Montseny a 465 metres d'altitud. Ha estat restaurada modernament però preserva en bona part la seva estructura original.
La porta principal és d'arc de mig punt i adovellada, a diferència de les finestres quadrangulars amb llinda monolítica, algunes de les quals presenten inscripcions. Trobem la data de 1769, i la de 1975, i a la finestra de l'extrem esquerra de la planta baixa hi ha el nom de Pere Crous. El parament és sense arrebossar, la qual cosa deixa veure els diferents tipus de pedra que formen el mur. Als extrems els carreus són més grossos. Són curioses les obertures triangulars, fetes amb teules, de la part superior de l'edifici, que correspondrien a les golfes.
Al costat hi ha la casa dels masovers, també restaurada. Amb doble vessant, cornisa catalana i les obertures envoltades de rajol, formant arcs de descàrrega rebaixats.
També trobem, prop de la casa, dues dependències més que s'utilitzen com a magatzems i sales annexes, i una piscina.

## Història
Són pocs els masos que han canviat de nom, entre ells la borda Rifà que passà a anomenar-se Can Pere Crous.
La primera notícia històrica d'aquest mas data del 1313, en el capbreu de Dosrius apareix Bartomeu de Rifà del mas Rifà, avui Can Pere Crous, que es declara home propi, soliu i afocat de Bernat de Dosrius-Cartellà. En el capbreu del benefici de la Mare de Déu de la parròquia d'Arbúcies de 1328 apareix també el mas Rifà.
Documentada en el Cadastre de 1743 i de 1800, i seguidament en el llistat de les cases de pagès del rector de la parròquia del 1826.
També en el padró de 1883 hi apareix una persona, mentre que en el de 1940 hi ha una família de 5 membres. Juli Serra el cita en el seu mapa de 1890.
En l'amillarament de 1935 Josep Rovira Salarich declara la finca de can Pere Crous amb els límits següents: a orient amb terres del mateix, a migdia amb terreny del mas Janet i amb el mas Pau Pla, a ponent amb honors de l'esmentada Janet i amb el mas Vidal, a nord amb terrenys del mas Mundic mitjançant la indicada riera.